# Tanahat
Tanahat là một đô thị thuộc tỉnh Syunik, Armenia. Dân số ước tính năm 2011 là 74 người.

## Gallery

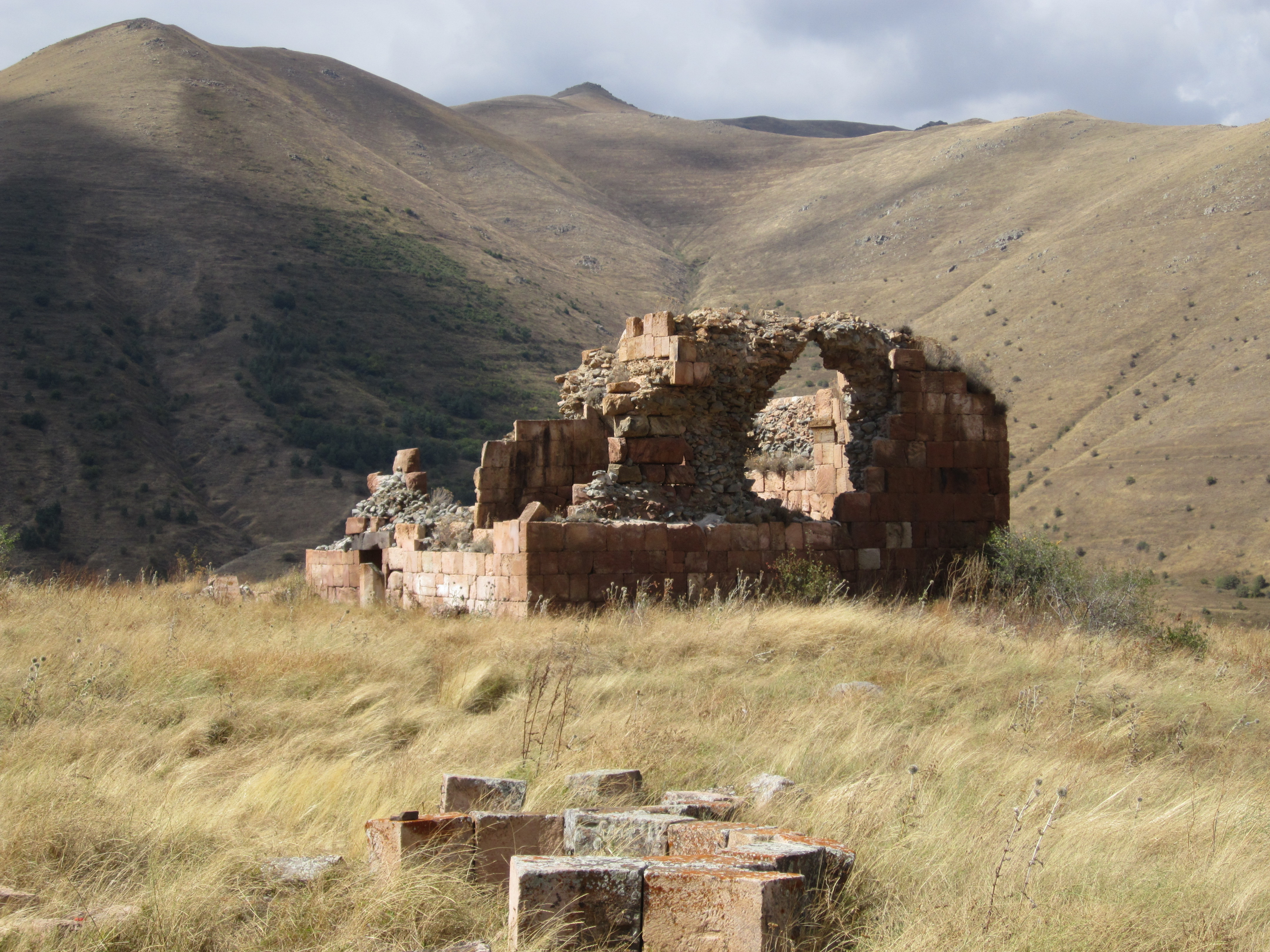
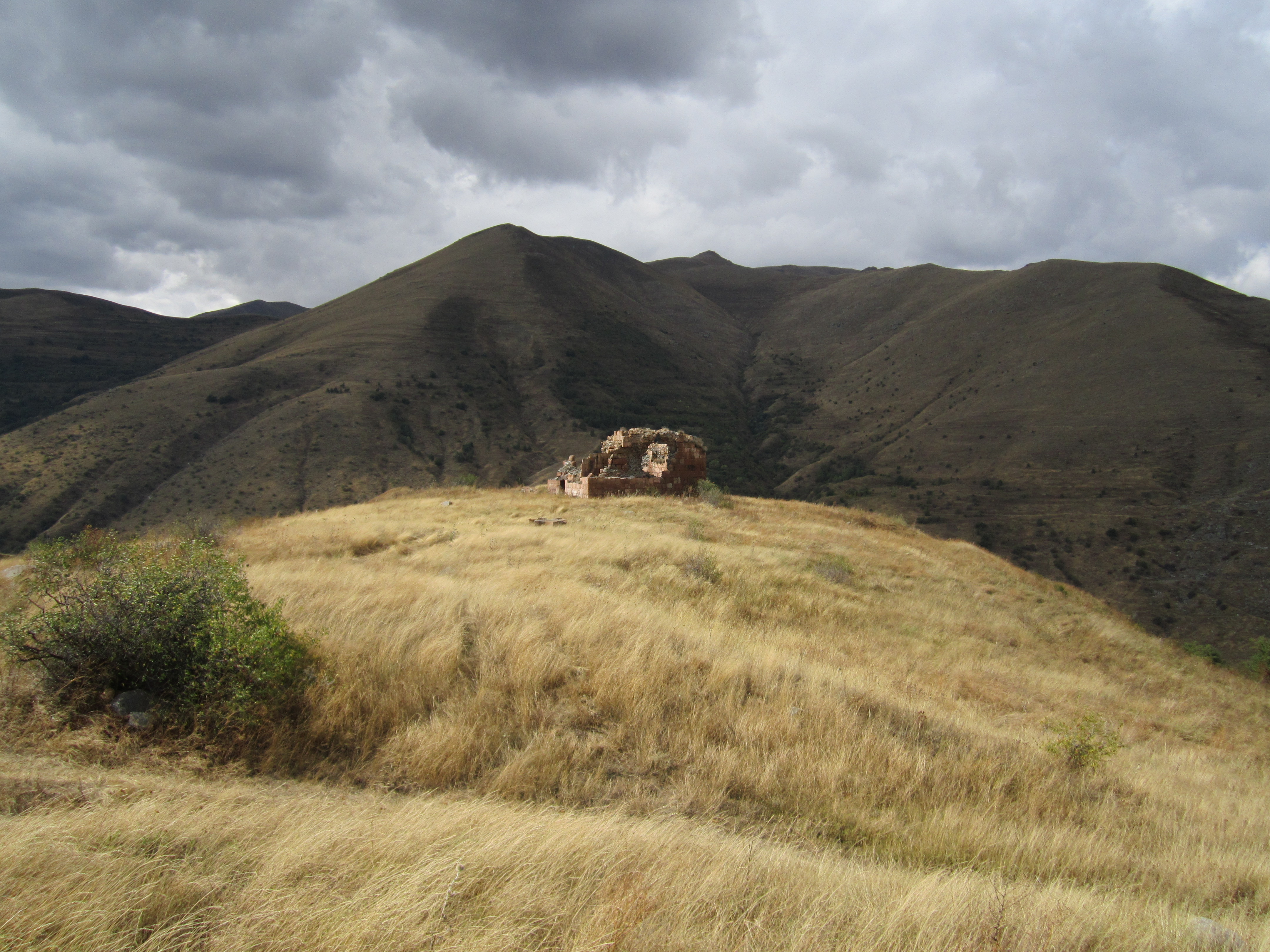
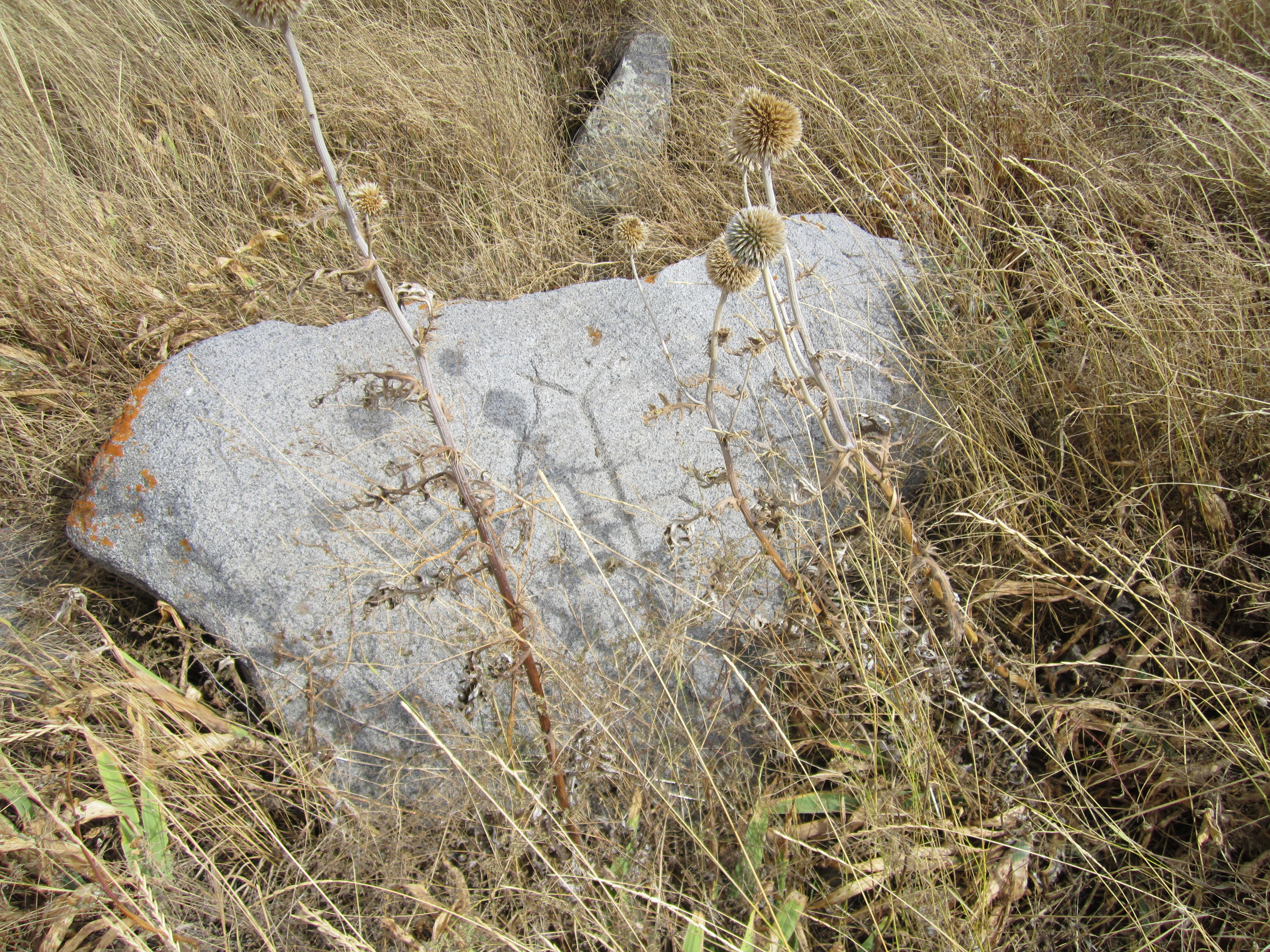
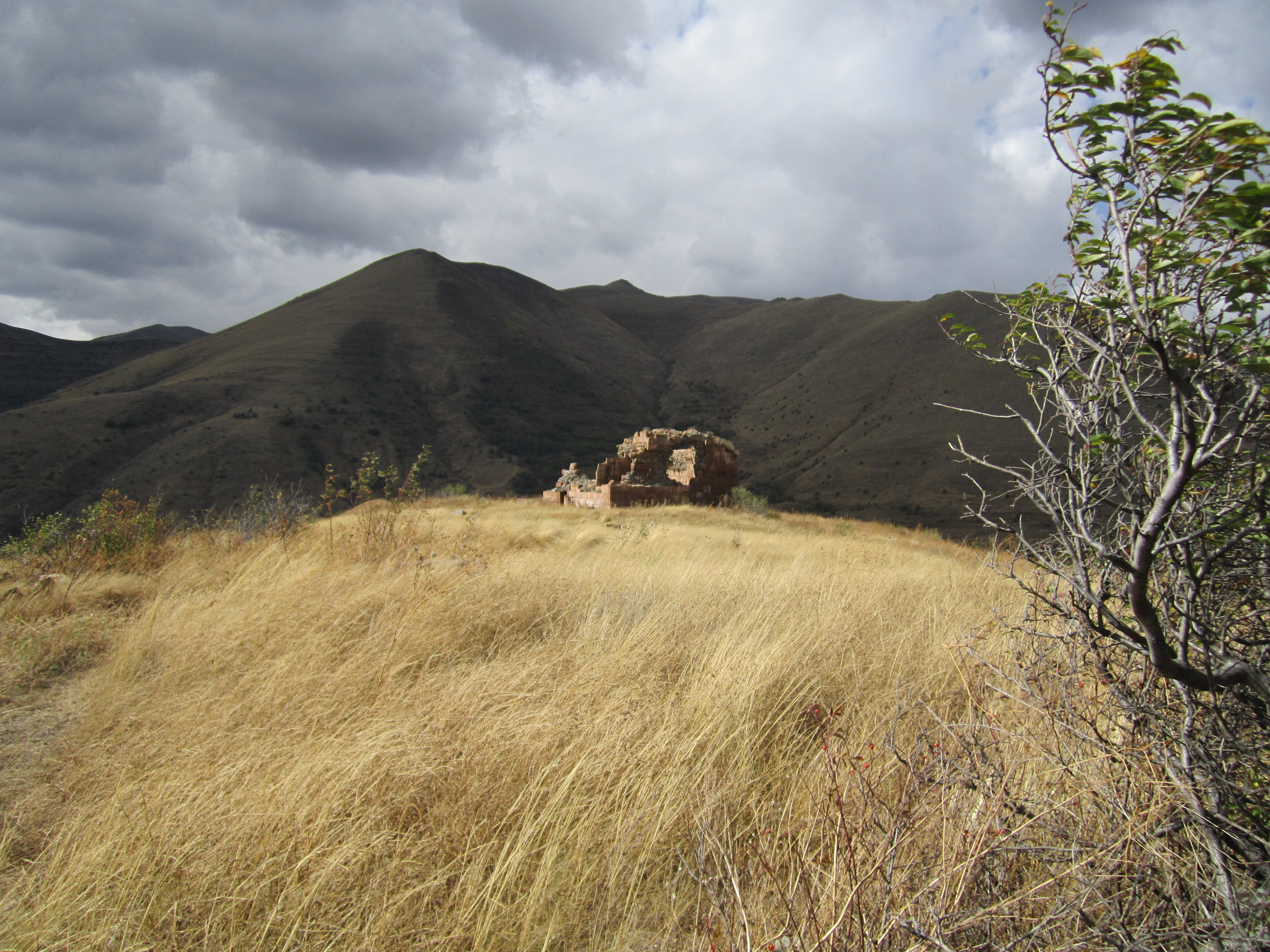
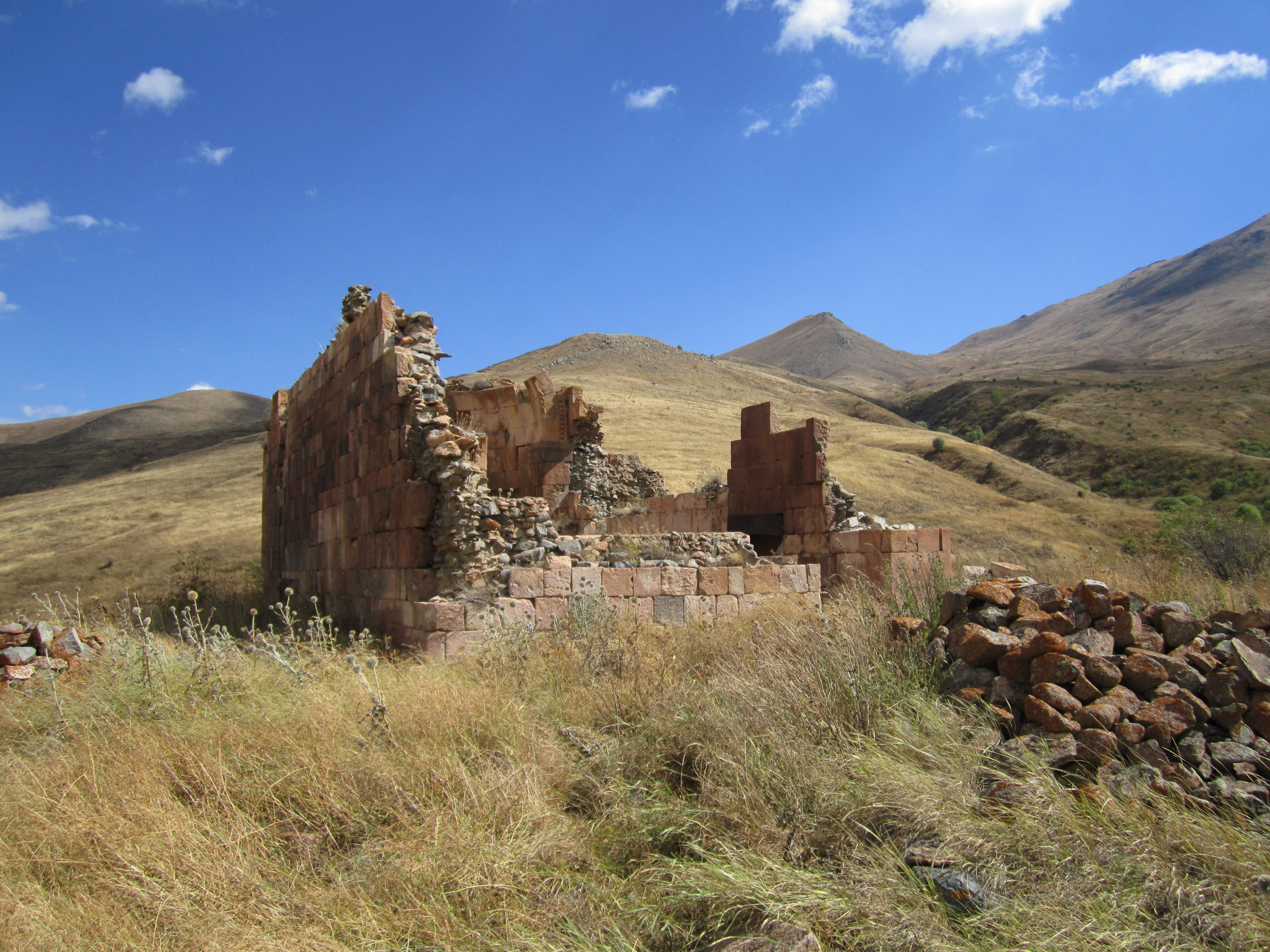
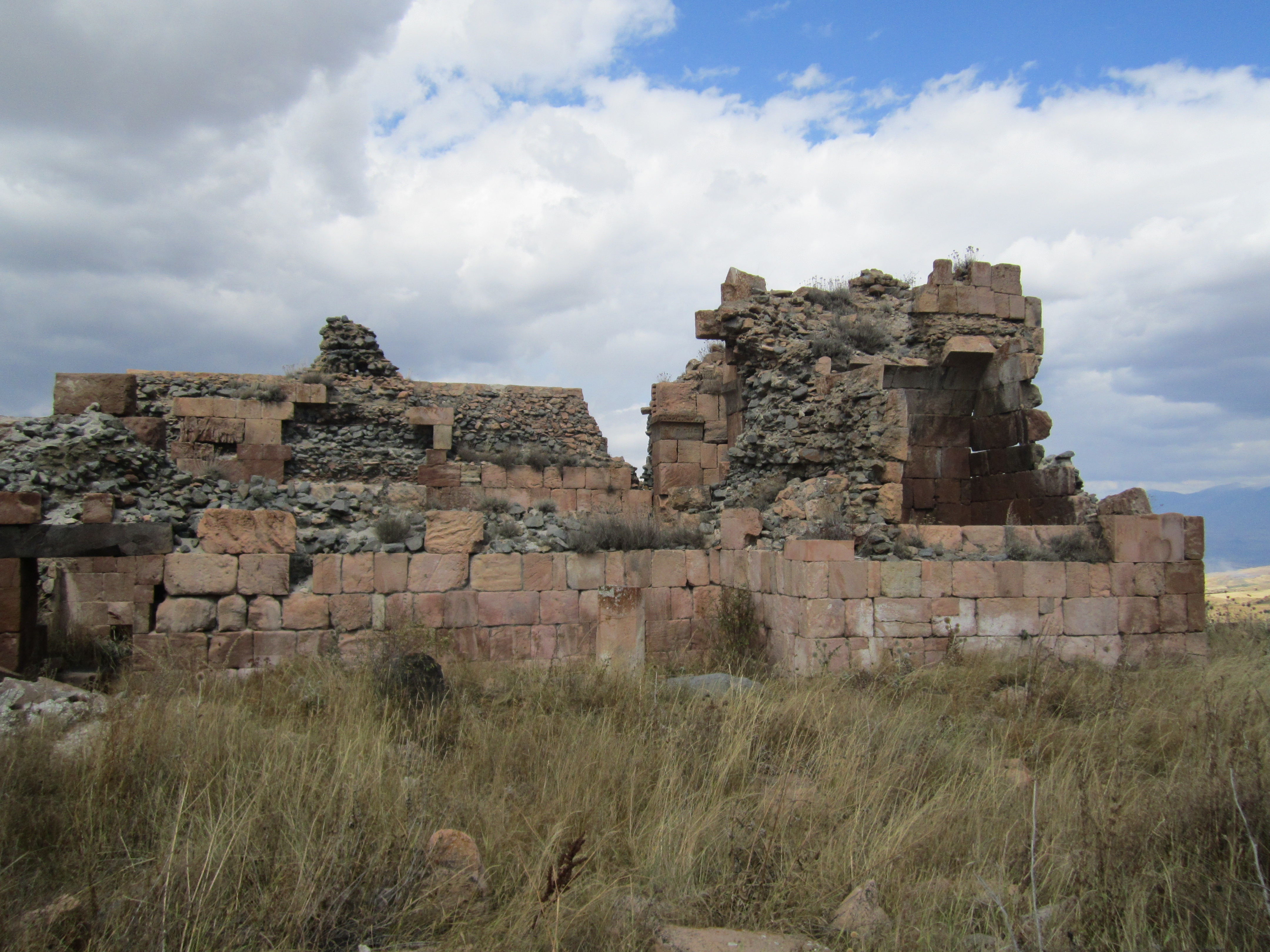
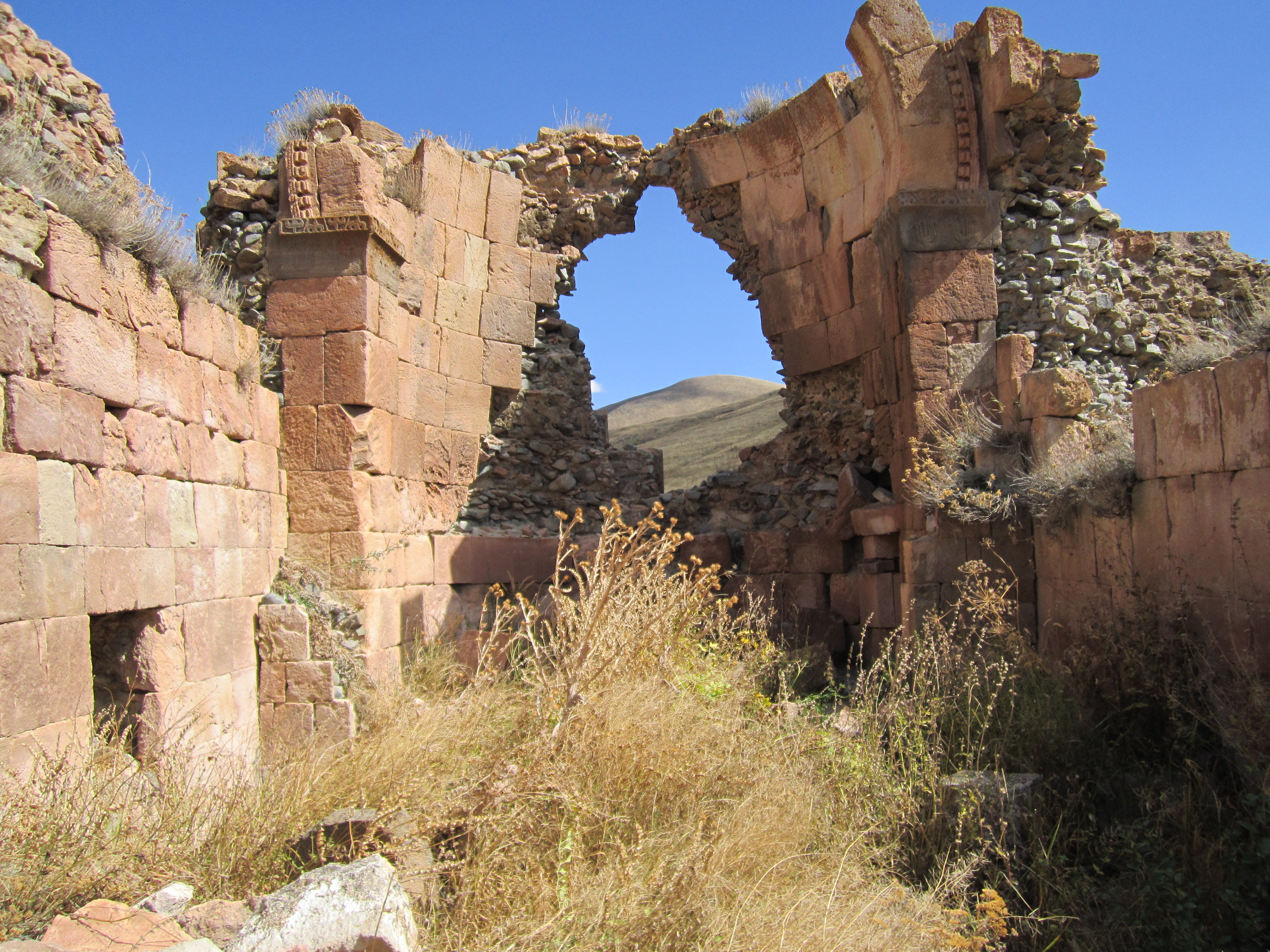
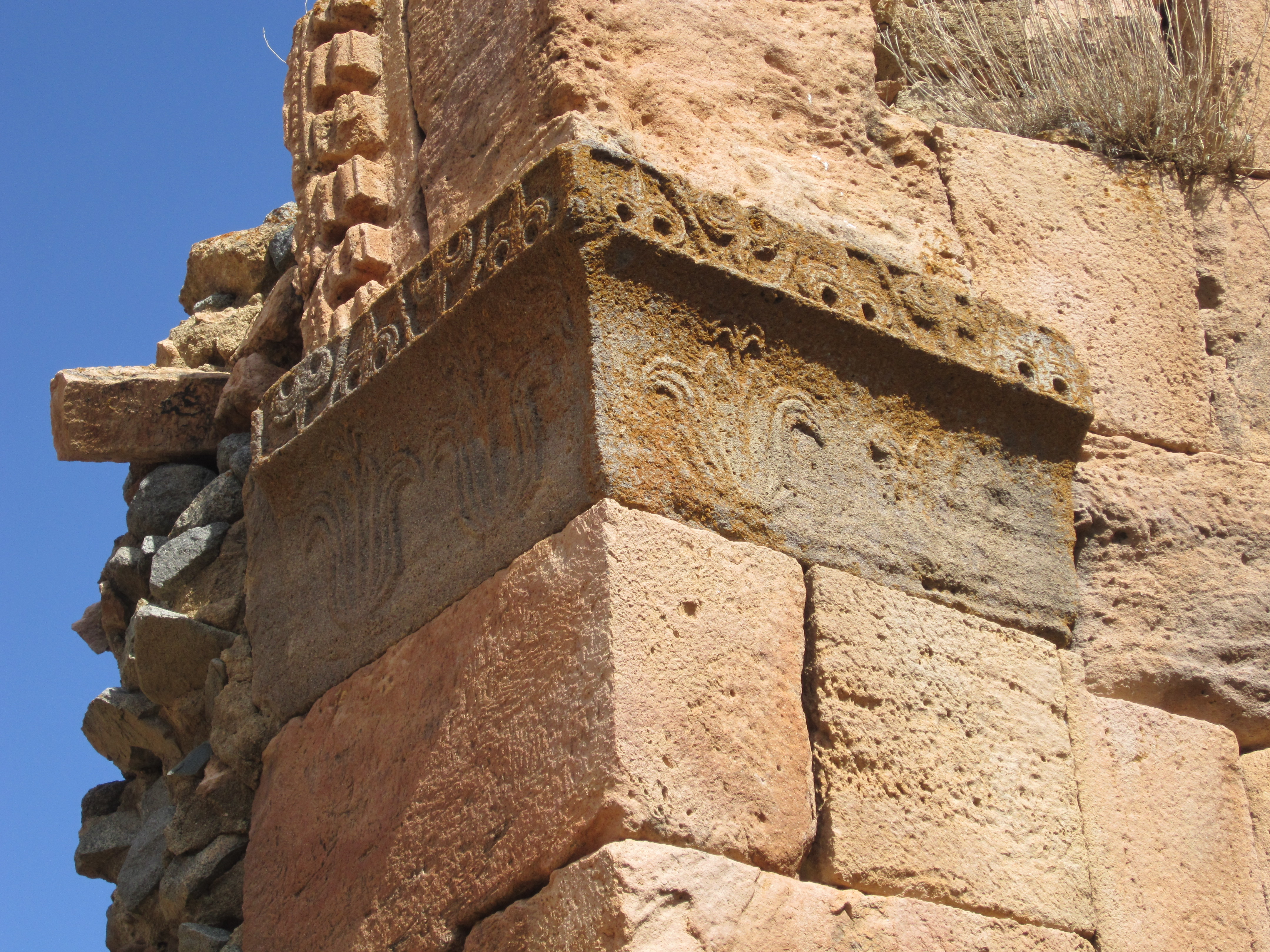
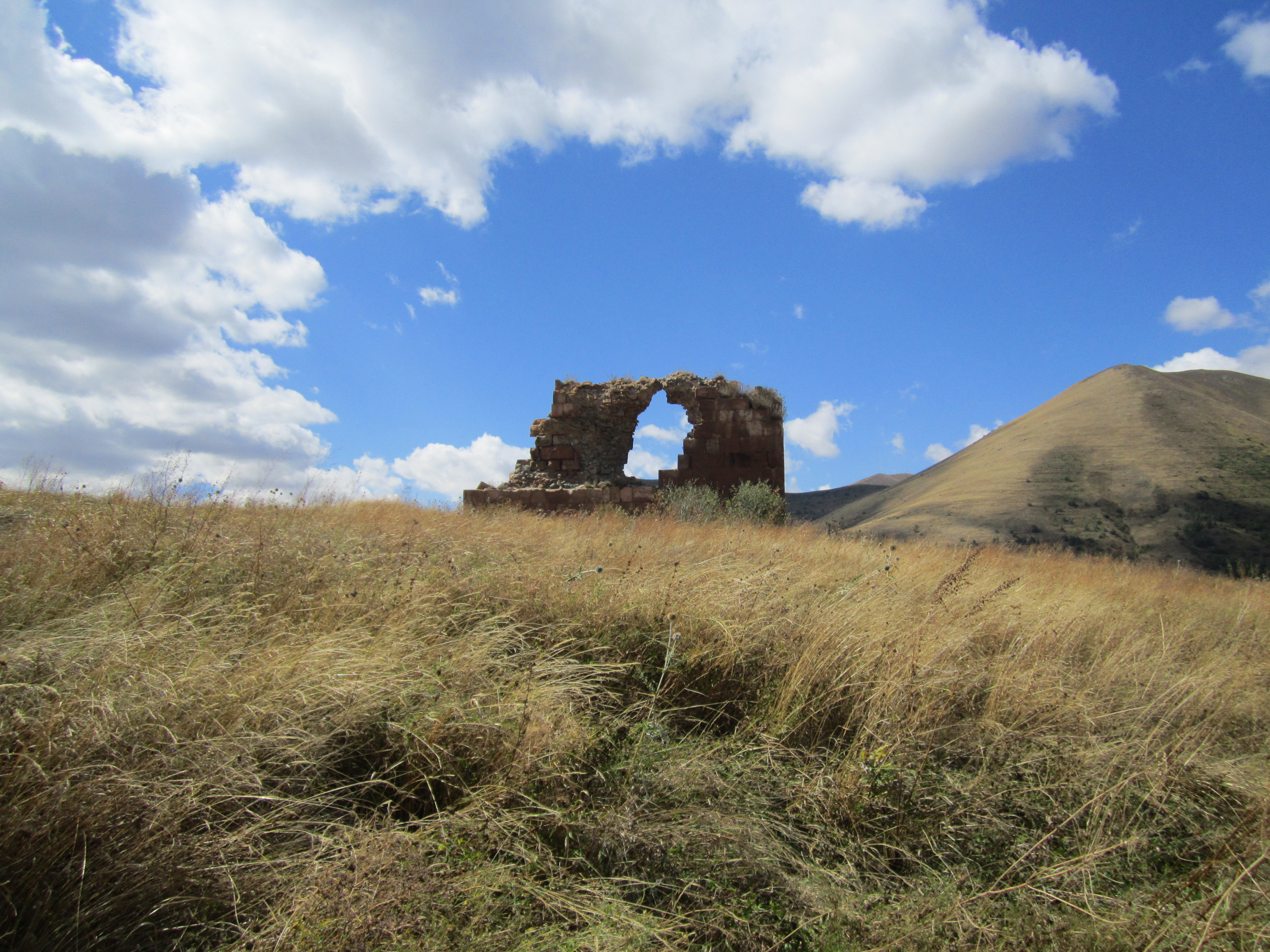